# Skyline (sång)
Skyline är en singel med David Lindgren som gavs ut i mars 2013. Låten är skriven av Christian Fast, Fernando Fuentes och Henrik Nordenback. Singeln framfördes i bland annat Melodifestivalen 2013.

## Listplaceringar
| Lista (2013) | Topplacering |
| ------------ | ------------ |
| Sverige      | 17           |

### Fotnoter
1. ↑  ”Skyline”. Hitparad. http://hitparad.se/showitem.asp?interpret=David+Lindgren&titel=Skyline&cat=s. Läst 28 december 2024.